# Rhyacophila okuihana
Rhyacophila okuihana är en nattsländeart som beskrevs av Wolfram Mey 1996. Rhyacophila okuihana ingår i släktet Rhyacophila och familjen rovnattsländor. Inga underarter finns listade i Catalogue of Life.